# Шевчук, Григорий Иванович
Григорий Иванович Шевчук (укр. Григорій Іванович Шевчук; 14 января 1914, с. Верховцы, Фельштинская волость, Проскуровский уезд, Подольская губерния, Российская империя — 19 октября 1992, Киев, Украина) — советский украинский и партийный и государственный деятель. Заместитель председателя Совета министров Украинской ССР (1968—1976).

## Биография
Родился 14 января 1914 в селе Верховцы Фельштинской волости Проскуровского уезда Подольской губернии Российской империи (ныне село в составе Ярмолинецкой поселковой общины Хмельницкого района Хмельницкой области Украины), в крестьянской семье.
В 1932 г. окончил агрономический техникум и начал работать агрономом совхоза. В 1937 году окончил Украинский коммунистический сельскохозяйственный университет имени Артема в Харькове, в 1947 г. окончил Винницкий педагогический институт.
С 1937 г. работал агрономом, заместителем директора Багриновецкой МТС Винницкой области. В 1937—1939 гг. служил в Красной Армии.
С 1939 г. — учитель, директор Литинской средней школы Винницкой области, пропагандист Литинского районного комитета КП(б) Украины (Винницкая область).
В 1940 г. вступил в ВКП(б).
Участник Великой Отечественной войны. Служил командиром 10-й батареи, начальником штаба 4-го дивизиона 109-й гаубичной артиллерийской бригады большой мощности 16-й артиллерийской дивизии прорыва Резерва Главного Командования Южного, Северо-Западного, Брянского, Степного, 2-го Украинского фронтов.
- 1946—1948 гг. — секретарь Литинского районного комитета КП(б) Украины по кадрам (Винницкая область)
- 1948—1950 гг. — первый секретарь Теплицкого районного комитета КП(б) Украины (Винницкая область),
- 1950—1951 гг. — секретарь Винницкого областного комитета КП(б) Украины,
- 1951—1952 гг. — первый секретарь Винницкого областного комитета КП(б) Украины,
- 1952—1968 гг. — первый секретарь Тернопольского областного комитета КПУ,
- 1968—1976 гг. — заместитель председателя Совета Министров Украинской ССР по вопросам торговли и социального обеспечения,
- 1976—1984 гг. — председатель Партийной комиссии при ЦК КПУ.

С 1984 г. на пенсии.
Член ЦК КПУ (1952—1986). Депутат Верховного Совета СССР 4-7-го созывов, депутат Верховного Совета Украинская ССР 8-10-го созывов.

## Награды и звания
- орден Ленина
- орден Красного Знамени
- Орден «Знак Почёта»
- орден Отечественной войны 1-й и 2-й степени
- медали

## Ссылка
- Справочник по истории Коммунистической партии и Советского Союза 1898—1991
- ОДН